# منهنتن (نوادا)
منهنتن (به انگلیسی: Manhattan) یک منطقهٔ مسکونی در ایالات متحده آمریکا است که در شهرستان نای، نوادا واقع شده‌است. منهنتن ۰٫۷۲ کیلومتر مربع مساحت و ۱۲۴ نفر جمعیت دارد و ۲٬۰۰۰ متر بالاتر از سطح دریا واقع شده‌است.